# Kostel svaté Anny (Trnava)
Kostel svaté Anny v Trnavě je s spolu s klášterem pozdně barokní stavbou postavenou kongregací sester voršilek, které přišly do Trnavy na podnět arcibiskupa Imricha Esterháziho v roce 1724. Jednolodní kostel má eliptický půdorys a čtvercový presbytář.
V cínové truhle pod oltářem Panny Marie je uložena část ostatků svatých košických mučedníků.
Křídla klášterní budovy se nacházela po obou stranách kostela. Západní křídlo bylo v roce 1942 zbouráno a na jeho místě postavena budova dívčího gymnázia.